# Jean Mauriet de Flory
Jean Mauriet de Flory est un homme politique français né le 21 janvier 1755 à Villeneuve-de-Marsan (Gascogne) et décédé le 10 juillet 1838 au même lieu.

## Présentation
Avocat et trésorier des états de Marsan avant la Révolution, il est député du tiers état aux États généraux de 1789 pour la sénéchaussée de Mont-de-Marsan, avec un mandat allant du 22 avril 1789 au 30 septembre 1791. Il participa au serment du Jeu de Paume. Il siège avec la majorité et devient secrétaire de l'Assemblée le 4 juin 1791. Il est ensuite commissaire du gouvernement près le tribunal de Mont-de-Marsan, puis directeur des droits réunis des Landes en 1804, passant aux mêmes fonctions dans la Haute-Vienne en 1815.